# Skała Borsucza

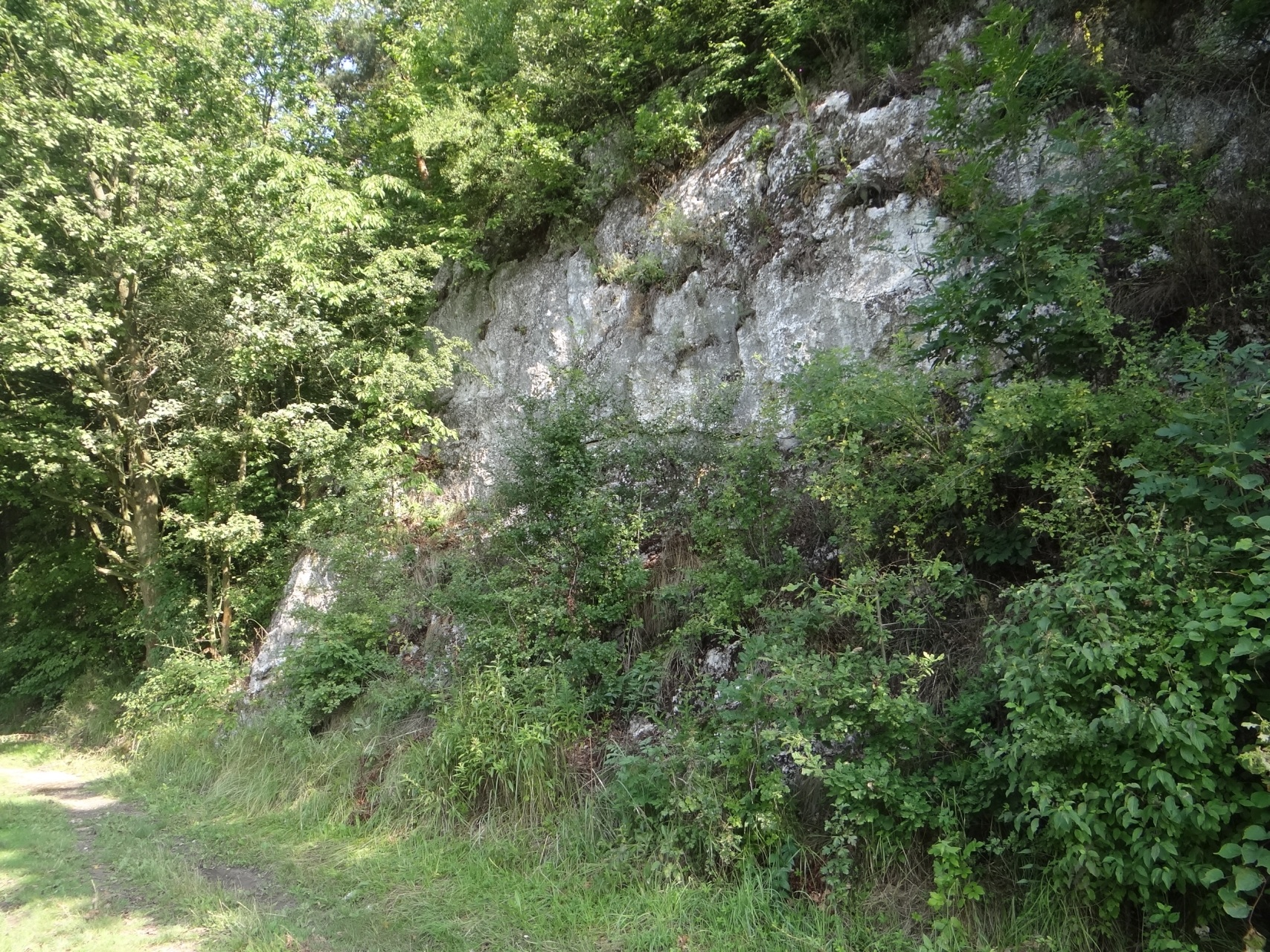
Skała Borsucza

Skała Borsucza – skała w Wąwozie Podskalańskim na Wyżynie Olkuskiej będącej częścią Wyżyny Krakowsko-Częstochowskiej. Znajduje się w północno-wschodniej części zabudowań wsi Tomaszowice w województwie małopolskim, w powiecie krakowskim, w gminie Wielka Wieś.
Skała Borsucza znajduje się w lesie, w lewych zboczach Wąwozu Podskalańskiego, w odległości około 100 m od asfaltowej drogi. Jest to zbudowana z twardych wapieni skalistych niewielka skała stromo opadająca do koryta potoku Wędonka. U południowej podstawy tej skały znajduje się wylot Jaskini Borsuczej.
W Wąwozie Podskalańskim znajduje się jeszcze kilka innych skał. Na dwóch z nich (na Wielkiej Skale i Niewielkiej Skale) uprawiana jest wspinaczka skalna. Skała Borsucza nie zainteresowała wspinaczy.